# Buca Góra
Buca Góra – wzgórze o wysokości 369 m n.p.m., znajdujące się na Garbie Tenczyńskim (jako jedno z najwyższych jego wzniesień) w miejscowości Zalas w województwie małopolskim.
Buca Góra to najwyższe wzniesienie w miejscowości, które rozdziela wieś na część północną (Obora, Podlesie) i południową (Cygański Koniec). Na południowym stoku znajduje się źródło wody pitnej (ul. Źródlana). Przez szczyt z punktem widokowym przechodzi żółty szlak turystyczny. Przy szczycie znajduje się przekaźnik telefonii komórkowej. Pod wzgórzem działały liczne zakłady garncarskie (obecna ul. Garncarska), które glinę pozyskiwali m.in. z wyrobisk znajdujących się na stokach Bucej Góry. Pod koniec XVIII w. w Zalasie było 30 garncarzy, a w XIX w. już ponad 60.